# Association of Jesuit Colleges and Universities
De Association of Jesuit Colleges and Universities (afkorting AJCU) is een organisatie in de Verenigde Staten van 28 universiteiten en hogescholen die door de Jezuïetenorde werden opgericht. De organisatie heeft haar zetel in  Washington D.C.

## Deelnemers AJCU
- Boston College
- Canisius College
- College of the Holy Cross
- Creighton University
- Fairfield University
- Fordham University
- Georgetown University
- Gonzaga University
- John Carroll University
- LeMoyne College
- Loyola College in Maryland
- Loyola Marymount University
- Loyola University Chicago
- Loyola University New Orleans
- Marquette University
- Regis University
- Rockhurst University
- Saint Joseph's University
- Saint Louis University
- Saint Peter's College
- Santa Clara University
- Seattle University
- Spring Hill College
- University of Detroit Mercy
- University of San Francisco
- University of Scranton
- Wheeling Jesuit University
- Xavier University